# イオンモール大日

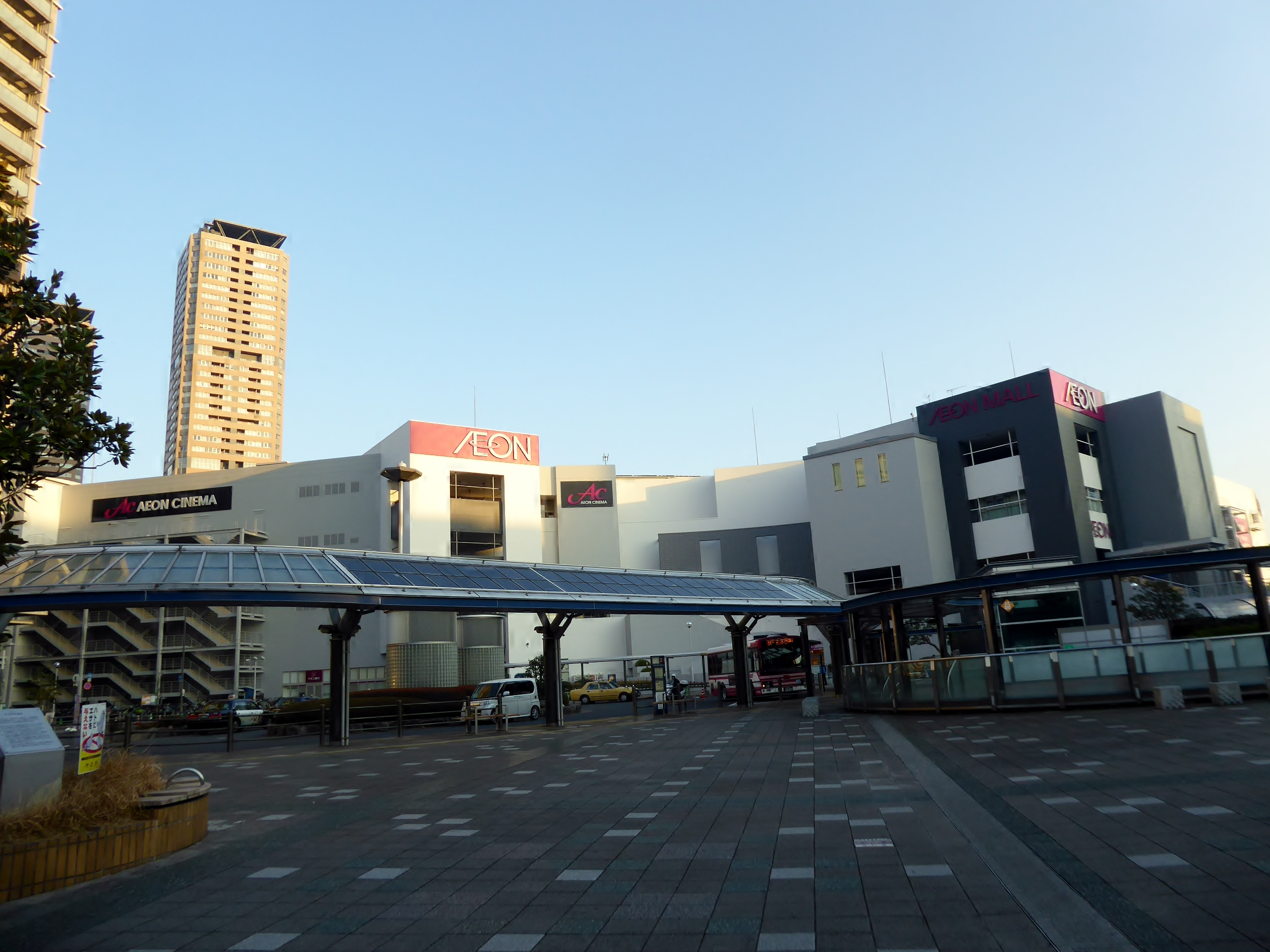
ウエスト棟（イオン側）

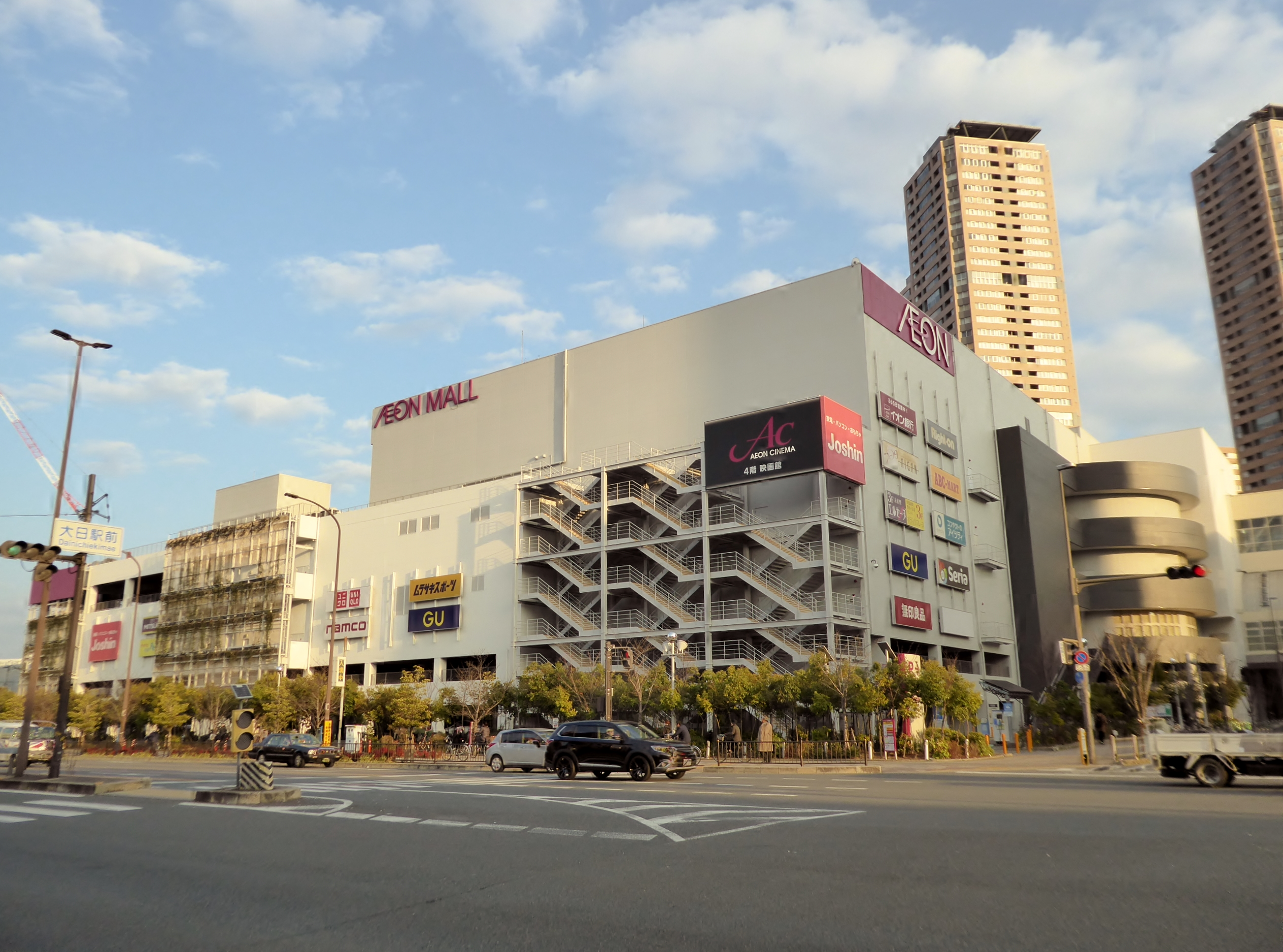
イースト棟（シネマ側）

イオンモール大日（イオンモールだいにち）は、大阪府守口市にあるイオンリテール株式会社が開発、イオンモール株式会社が運営を行っているショッピングセンター。

## 概要
2006年9月29日にイオン大日ショッピングセンターとして開業（グランドオープン）し、2011年11月21日にイオンモール大日に名称を変更した。なお、「プレオープン」は開業の8日前からなされ、比較的長めの設定となっていた。
三洋電機大日工場跡地に建設され、近隣では超高層マンション「サンマークスだいにち」の建設など再開発が進められた。開発道路をはさんで店舗は2棟に分かれて営業しており、イースト棟をシネマ側、ウエスト棟をイオン側と称している。
西日本のイオンショッピングセンターにおいて初めて、太陽光発電等の環境に配慮した工夫が施された（イオンではこのような配慮をしたSCを「（イオンの）エコストア」と呼称している）。
また、イオンスタイル大日（旧：ジャスコ大日店）には「セルフレジ」が設置されているが、これは西日本のイオングループのスーパーマーケットにおいてはジャスコ喜連瓜破駅前店（現：イオン喜連瓜破駅前店）に続き2例目のものであった
地下鉄谷町線大日駅に連絡する地下道と直結しているほか、大阪モノレール大日駅とは当施設の開業にあわせて設置した2階改札口より接続している。

## テナント
現在入居している全ての専門店については公式サイトを参照。
- イオンスタイル大日
- イオンシネマ大日
- ユニクロ
- ジョーシン
- ライトオン
- ジーユー
- 無印良品
- 島村楽器
- 未来屋書店
- ムラサキスポーツ
- ナムコ
- 日本郵便

### イオンスタイル大日
核テナントであるイオンリテール運営のGMS。開業当初は「ジャスコ大日店」であったが、2011年3月1日にイオングループのGMSブランド再編により「イオン大日店」に屋号変更した。2018年11月16日のリニューアルに伴い、現在の店名に再改称。1階で食品・化粧品・生活用品、2階で衣料品を扱う。

### イオンシネマ大日
イオンエンターテイメントが運営する8スクリーン、1,697席のシネマコンプレックス。イースト棟（シネマ側）の4階に入居している。2006年の開業当初はワーナー・マイカル運営の「ワーナー・マイカル・シネマズ大日」であり、ワーナー・マイカル・シネマズとしては50番目にオープンされた劇場であることから4階側出入口上部にそれを示す看板があった。2013年7月1日にワーナー・マイカルとイオンシネマズが合併したことにより劇場名が現在のものに変更され、これに伴い先述の看板も撤去されている。

#### スクリーン概要
| No. | 座席数 | 車椅子席 | 総数 | 備考   |
| --- | ------ | -------- | ---- | ------ |
| 1   | 400    | 4        | 404  | 3D対応 |
| 2   | 161    | 2        | 163  |        |
| 3   | 146    | 2        | 148  | 3D対応 |
| 4   | 136    | 2        | 138  |        |
| 5   | 191    | 2        | 193  | 3D対応 |
| 6   | 327    | 2        | 329  |        |
| 7   | 176    | 2        | 178  |        |
| 8   | 142    | 2        | 144  |        |

## 交通
近隣には高速道路の出入口や幹線道路のほか、Osaka Metro谷町線や大阪モノレールなどの駅が所在しており、利便性は比較的高い。なお、施設は大日交差点および大日駅に隣接しており、後者とはそれぞれ直結している。
施設では、利用状況などにより無料駐車の時間を延長する優遇（駐輪場を除く）や、路線バスの無料乗車券と引き換える措置をとっている。
公共交通機関
鉄道
大阪市高速電気軌道谷町線・大阪高速鉄道大阪モノレール線 大日駅と直結。
路線バス
一般路線は京阪バスが運行。最寄りのバス停は「大日駅」または「地下鉄大日南口」である。
高速バス・リムジンバスは、以下の路線が停車する。
- 関西国際空港行き（京阪バス・関西空港交通）

自動車
京阪国道（国道1号）・大阪府道13号京都守口線と府道2号大阪中央環状線が交差する大日交差点に接しているほか、阪神高速道路12号守口線の守口出入口や寝屋川バイパス（国道1号）終端部にもほど近い。なお、施設では各道路の交通規制も考慮した来店方面ごとの動線を案内している。詳細は公式サイトを参照。
近畿自動車道の最寄りインターチェンジ (IC) は、摂津南ICまたは摂津北IC・大東鶴見IC（全てハーフIC）である。

### 付記
当モールでは2019年春まで、地球環境保護と混雑防止の観点から公共交通機関の利用を推奨するため、PiTaPa、ICOCAにより地下鉄、モノレール、京阪バスを利用し来店した買い物客に対して一定条件のもと、グリーンスコアキャンペーンとして特典を付与していた。